# Швайнсбург
Швайнсбург (нем. Schweinsburg) — замок на воде в Нойкирхене в районе Цвиккау, Саксония. Расположен на высоте 250 метров над уровнем моря. Возник в XII веке, в период расселения немцев на восток на месте старой славянской крепости. На территории Швайнсбурга — несколько дворцовых сооружений и парк в стиле барокко. В данный момент используется в качестве отеля.